# 劳恩布吕克
劳恩布吕克是德国下萨克森州的一个市镇。总面积21.89平方公里，总人口2130人，其中男性1078人，女性1052人（2011年12月31日），人口密度97人/平方公里。